# Rudy Giuliani

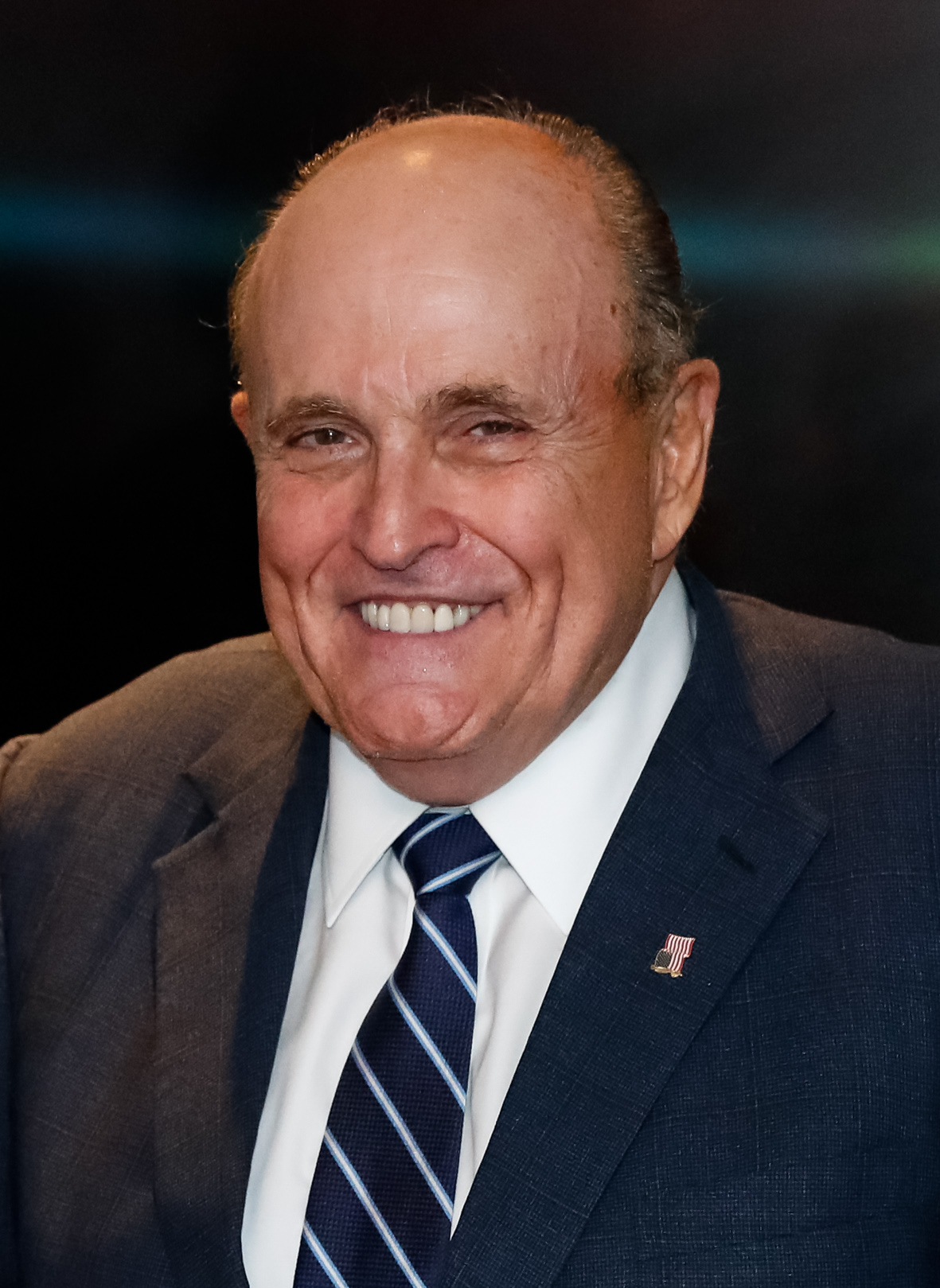
Rudolph Giuliani, 2019

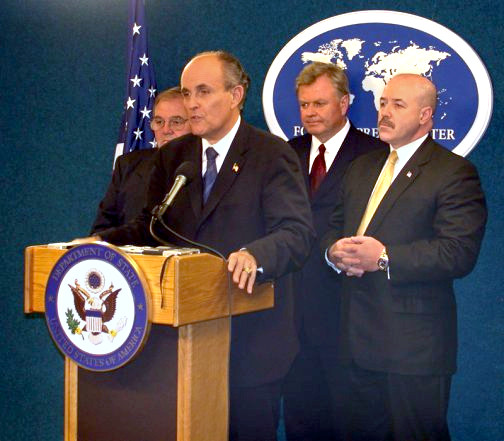
Rudolph Giuliani am Rednerpult, 2002

Rudolph William Louis „Rudy“ Giuliani III (* 28. Mai 1944 in Brooklyn, New York City) ist ein US-amerikanischer ehemaliger Anwalt und Politiker der Republikanischen Partei. Er war von Januar 1994 bis Ende Dezember 2001 der 107. Bürgermeister von New York City. In seine Amtszeit fielen die Terroranschläge am 11. September 2001 auf das ursprüngliche World Trade Center.
Giuliani war einer der Bewerber der Republikanischen Partei für die Nachfolge von US-Präsident George W. Bush.
Während der Präsidentschaft Trumps wurde er 2018 für ihn als Rechtsberater und bis Februar 2021 als persönlicher Anwalt tätig.
Giuliani war nach Trumps Wahlniederlage gegen Joe Biden im November 2020 eine zentrale Figur bei Trumps Versuchen, den Ausgang der Wahl zu kippen und sich damit im Amt zu halten. Giuliani erhob dabei vielfach widerlegte Vorwürfe des Wahlbetrugs und wurde danach vielfach juristisch belangt.

## Familie, Ausbildung und Beruf
Giuliani wurde als Sohn von Harold Angelo Giuliani (1908–1981) und Helen Giuliani (geborene D’Avanzo, 1909–2002) geboren, die beide Kinder italienischer Immigranten waren. Sein Vater wurde wegen Raubes und Körperverletzung verurteilt und saß eine Weile im Gefängnis Sing Sing. Nach seiner Entlassung arbeitete er für seinen Schwager Leo D’Avanzo, der Mitglied der New Yorker Mafia war, als Enforcer (Schläger und Erpresser).
Nach seinem Abschluss an der Law School der New York University 1968 trat Rudolph 1970 in das Büro des United States Attorney (Bundesstaatsanwaltschaft) ein. Mit 29 Jahren war er stellvertretender Staatsanwalt.
Der Unterstützung seiner Vorgesetzten war es zu verdanken, dass er nicht im Vietnamkrieg dienen musste. Giuliani wurde 1975 in das US-Justizministerium geholt. Von 1977 an arbeitete er in einem New Yorker Anwaltsbüro.
Seine im Jahr 1968 geschlossene erste Ehe mit Regina Peruggi scheiterte 1982; Giuliani ließ die kirchliche Heirat mit der Begründung annullieren, erst jetzt gemerkt zu haben, dass Regina seine Cousine zweiten Grades war. Die Ehe blieb kinderlos. 2000 musste Giuliani einräumen, seine zweite Frau Donna Hanover mehrfach betrogen zu haben, und verkündete auf einer Pressekonferenz ihre Trennung, ohne seine Gattin vorher zu informieren. Er ließ sich später von Donna Hanover scheiden und heiratete Judith Nathan im Mai 2003. Er hat mit ihr einen Sohn und eine Tochter. 2018 reichte sie die Scheidung ein. 2019 wurde die Ehe geschieden.

## Justizkarriere
Ab 1981 war er Associate Attorney General und hatte damit die dritthöchste Funktion im Justizministerium inne. 1982 reisten 2000 Haitianer in die USA und verlangten politisches Asyl, da in ihrer Heimat der Diktator Jean-Claude Duvalier („Baby Doc“) herrschte. Giuliani vertrat in dem Verfahren um die Asylbewerber die These, es gebe in Haiti keine oder nur vernachlässigbare politische Repression. 1983 wurde Giuliani zum Bundesstaatsanwalt für den südlichen Distrikt von New York (United States Attorney for the Southern District of New York) ernannt.
In die Amtszeit Giulianis als Associate Attorney General fiel auch der Überfall auf das Geldlager der Sentry Armored Car-Courier Co. in der Nacht des 12. Dezember 1982, der damals zum größten Bargeld-Raubüberfall – es sollten mehr als 11 Millionen US-Dollar entwendet worden sein – erklärt wurde.
1983 veröffentlichte der Mobster Joseph Bonanno, ehemaliger Boss der Bonanno-Familie, seine Autobiografie A Man of Honor, in dem erstmals die Existenz der sogenannten Commission, dem Exekutiv-Komitee des National Crime Syndicate, und der Fünf Familien der Cosa Nostra in New York City zugegeben wurden. Giuliani nahm das Buch zum Anlass, Anklage gegen dort erwähnte Mitglieder zu erheben.
1985 begann der Mafia Commission Trial mit Giuliani als Chefankläger in dem die Köpfe der Fünf Familien und ihre wichtigsten Gefolgsleute angeklagt wurden. Der Prozess endete mit der Verurteilung der Bosse zu hohen Strafen und war aus Sicht der Staatsanwaltschaft ein großer Erfolg. Im Jahr 1986 begann in den USA ein Prozess gegen insgesamt 22 Angeklagte (sog. „Monsterprozess“), die zu diesem Drogenring gehören sollten. Durch die Berichterstattung darüber wurde der Name „Pizza Connection“ allgemein bekannt. Der ehemalige Mafiaboss Gaetano Badalamenti (1923–2004) wurde zu 45 Jahren Gefängnis verurteilt und starb 2004 in der Haft.

It is a tremendous victory in the effort to crush the Mafia.

„Es ist ein immenser Erfolg in unserem Vorhaben, die Mafia zu zerschlagen.“

Giuliani gewann als Bundesstaatsanwalt erste nationale Bedeutung in den USA. In diesem Amt wurde er Anklagevertreter in mehreren bedeutsamen Prozessen, einschließlich der Anklagen wegen Insidergeschäften gegen die führenden Wall-Street-Größen Ivan Boesky und Michael Milken. Giuliani wurde unter anderem kritisiert, weil er gerne öffentlichkeitswirksame Verhaftungen arrangierte, die zuweilen später statt in einer Gerichtsverhandlung in Freilassungen aus Mangel an Beweisen endeten.
Giuliani begann sein politisches Wirken zunächst als Demokrat und ließ sich später als Unabhängiger registrieren. Seit 1976 gehört er den Republikanern an.

## Bürgermeister von New York

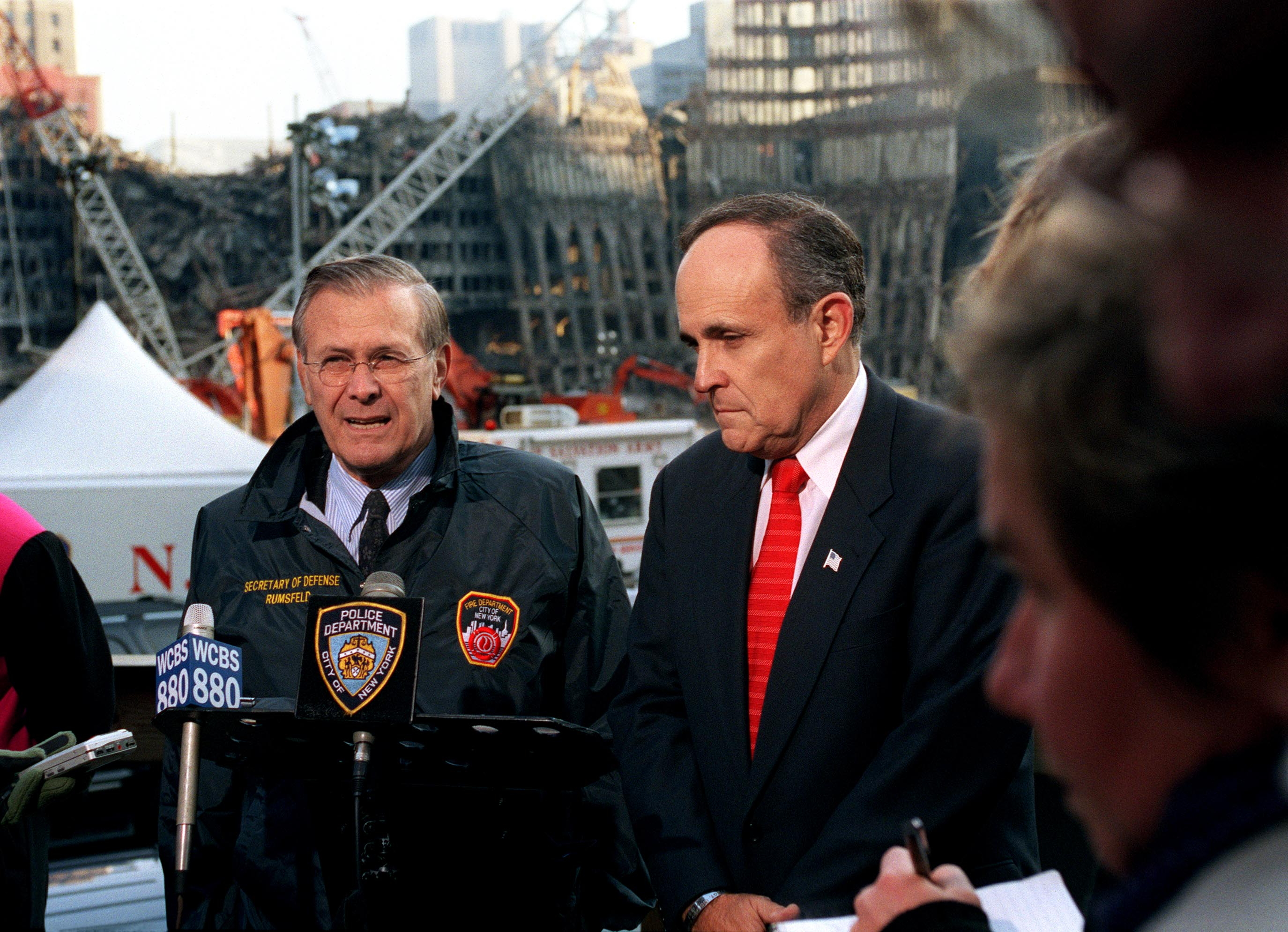
Giuliani mit Verteidigungsminister Donald Rumsfeld am Ground Zero, 14. November 2001

Im Wettbewerb um die Nachfolge des scheidenden Stadtoberhaupts Ed Koch unterlag Giuliani 1989 als Kandidat der Republikanischen Partei und der Liberalen Partei von New York dem Demokraten David Dinkins, der als erster Afroamerikaner New Yorker Bürgermeister wurde.
Vier Jahre später kandidierte Giuliani erfolgreich gegen Amtsinhaber Dinkins in einer Wahl, die die Stadt nach ihren ethnischen Gruppierungen teilte. 1997 wurde Giuliani von den Wählern mit großer Mehrheit im Amt bestätigt.

### Erste Amtsperiode
In seiner ersten Wahlperiode (1994–1998) ging Giuliani das Problem der Kriminalität durch eine strikte Law-and-Order-Politik an. Er führte eine offensive und erfolgreiche Polizeiüberwachung ein, die zu einer Abnahme der Fallzahlen in fast allen Verbrechenskategorien führte. Giuliani verstärkte in New York die so genannte Nulltoleranzstrategie, die schon vor seiner Amtszeit begonnen hatte. Giuliani machte nach seinem Amtsantritt Bill Bratton zum Chef des New York City Police Department. Bratton war zuvor Leiter der New Yorker Transit Authority, die bereits 1984 damit begonnen hatte, hart gegen Schwarzfahrer und Graffiti vorzugehen. Bratton folgte dabei der Broken-Windows-Theorie der Kriminologen James Q. Wilson und George Kelling.
Als Polizeichef unter Giuliani weitete Bratton die Strategie schließlich auf andere Bereiche aus. Mit der Zeit ging die Kriminalitätsrate deutlich zurück, und das Bild New Yorks wandelte sich. Es gab weniger Graffiti auf den U-Bahnen und einen Wirtschaftsaufschwung. Dieser wurde unter anderem der Tatsache zugeschrieben, dass sich die Leute auch nachts im Freien wieder sicher fühlten.
Die Kriminalitätsrate sank allerdings auch aufgrund anderer Faktoren als der Nulltoleranzstrategie Giulianis. So war sie in den 1970er und 1980er Jahren auch aufgrund der damaligen Crack-Epidemie und des damit verbundenen Drogenhandels in die Höhe geschnellt. Mit dem Nachlassen der Crack-Epidemie ging die Kriminalität landesweit zurück, auch in Städten, die andere Strategien verfolgten. Allerdings setzte der Kriminalitätsrückgang in New York gegenüber dem Nachlassen der Crack-Epidemie erst mit deutlicher Verzögerung ein.
Die Nulltoleranzstrategie verstärkte allerdings auch den Eindruck von Polizeigewalt. Ende der 1990er Jahre nannten 81 % der schwarzen Bevölkerung von New York City Polizeibrutalität ein „sehr ernstes Problem“. 62 % billigten jedoch Giulianis Politik gegen das Verbrechen, darunter 78 % der weißen, 37 % der schwarzen und 61 % der hispanischen Teilnehmer einer Befragung.

### Zweite Amtsperiode
Die Terroranschläge gegen Ende seiner zweiten Amtszeit (1998–2001) forderten von Giuliani, Führungseigenschaften in einer nationalen Katastrophe zu zeigen. Nach dem Einsturz der beiden Türme des World Trade Center (WTC) und des World Trade Center 7 am 11. September 2001 steuerte er die Maßnahmen der Stadtverwaltung und spendete den Hinterbliebenen der Opfer Trost, besonders auch jenen der umgekommenen New Yorker Feuerwehrleute. Seine Rolle während dieser Krise ist umstritten.
Giuliani wurde von einigen für sein Engagement bei den Bemühungen um Rettung und Wiederaufbau gelobt. Andere jedoch, darunter Feuerwehrleute, Polizisten, Retter und Familien der WTC-Opfer, argumentieren, dass Giuliani die Rolle übertrieben habe, die er nach den Terroranschlägen spielte, um selbst gut dazustehen. Giuliani verdiente in einem Jahr 11,4 Millionen US-Dollar an Rednerhonoraren. Außerdem wurden Giuliani von einigen Hinterbliebenen schwere Versäumnisse beim Krisenmanagement vorgeworfen, darunter auch die angeblich mangelnde Zusammenarbeit zwischen Polizei und Feuerwehr am 11. September 2001. Auch habe die Weitergabe von Informationen zwischen der Notrufzentrale und den Einsatzkräften vor Ort nicht funktioniert. Wegen Mängeln im Notrufsystem seien den Menschen im World Trade Center wesentliche Informationen nicht zugänglich gewesen, die möglicherweise ihr Leben hätten retten können: Die Notrufzentrale habe nicht rechtzeitig von der Entscheidung der Feuerwehr erfahren, die brennenden Zwillingstürme zu evakuieren. Deshalb hätten Betroffene im World Trade Center bei Notrufen die Weisung bekommen, das Gebäude nicht zu verlassen, seien nicht rechtzeitig gerettet worden und deshalb zu Tode gekommen. Giuliani wies diese Vorwürfe zurück.
In beiden Amtsperioden wurde über Giulianis Maßnahmen kontrovers diskutiert. In diesen acht Jahren verringerte sich die Kriminalitätsrate in der Stadt um etwa 57 %; er senkte die lokalen Steuern um rund 2,3 Milliarden US-Dollar und bemühte sich um die Schaffung von Arbeitsplätzen.

### Kritik
Rechtskonservative, evangelikale Gegner kritisieren seine liberalen Positionen zu den Themen Abtreibung, gleichgeschlechtliche Ehe und Schusswaffenkontrolle. Dies erschwerte insbesondere seine Präsidentschaftskandidatur.
Linke kritisierten die gestiegene Polizeipräsenz und deren striktes und oftmals als ungerechtfertigt empfundenes Durchgreifen (→ Polizeigewalt#USA) sowie verstärkte Überwachung nach den Ereignissen des 11. September 2001. Bekannte Fälle unangemessenen polizeilichen Vorgehens waren unter anderem der des unbewaffneten Amadou Diallo, der von New Yorker Polizisten erschossen wurde, und die brutale Gewaltanwendung innerhalb des Polizeigewahrsams gegen Abner Louima.
Joe Biden kritisierte 2016 Giulianis Tendenz, aus seiner Rolle während der Terroranschläge 2001 politisches Kapital schlagen zu wollen: „Er erwähnt nur drei Dinge in einem Satz: Ein Nomen, ein Verb und die Terroranschläge 2001.“

## Weitere Aktivitäten
Nach seinem gesetzlichen Ausscheiden aus dem Amt – bis 2008 waren nur zwei Wahlperioden gestattet – gründete Giuliani ein Beratungsunternehmen für Notfall- und Krisenmanagement. 2002 erschien ein von ihm verfasstes Buch mit dem Titel „Leadership“. Außerdem arbeitete er für Purdue Pharma.
Im Jahr 2000 bewarb er sich gegen Hillary Clinton um den Sitz des US-Bundesstaates New York im US-Senat. Er zog seine Bewerbung jedoch während des Wahlkampfes zurück. Zuvor war seine außereheliche Beziehung zu Judith Nathan (siehe oben) bekanntgeworden. 2006 wurde er in die Baker-Kommission berufen. Er erklärte am 24. Mai 2006 aus zeitlichen Gründen seinen Rückzug; Edwin Meese wurde sein Nachfolger.

### Präsidentschaftskandidatur 2008
Am 11. November 2006 bekannte Rudolph Giuliani Interesse an einer Kandidatur für die US-Präsidentschaft.
Der Republikaner beantragte die Gründung eines Förderausschusses, mit dem er Spenden für einen Wahlkampf sammeln konnte. Giuliani, der zunächst als einer der Favoriten galt, hatte im Januar 2008 bei keiner Primary Erfolg und zog am 30. Januar 2008 seine Kandidatur zurück. Dieses unerwartet eindeutige Scheitern traf Giuliani schwer.
Einer der wichtigsten politischen Berater Rudy Giulianis während seines Vorwahlkampfes 2007 war der einflussreiche neokonservative Vordenker und Herausgeber des Magazins Commentary, Norman Podhoretz, der seit Jahren unter anderem vehement für ein militärisches Vorgehen gegen den Iran wegen dessen Atomprogramms plädiert: „Stimmt Rudy mit mir überein?“, fragte Podhoretz rhetorisch in einem Interview mit dem Londoner Daily Telegraph Ende Oktober 2007. „Ich weiß es nicht und will es auch nicht wissen. Aber Rudys Auffassung zum Krieg ist meiner sehr ähnlich“, wurde er zitiert.

### Präsidentschaftswahlkampf Donald Trumps 2016
Trotz zahlreicher Kontroversen um den polarisierenden Wahlkampf des republikanischen Präsidentschaftskandidaten Donald Trump bei den Präsidentschaftswahlen 2016 gehörte Giuliani im Sommer 2016 zu den resolutesten und unbeirrbaren Verfechtern der Kampagne.
Bei einer Wahlkampfveranstaltung sagte er über die Regierung Obama:

Under those eight years, before Obama came along, we didn't have any successful radical Islamic terrorist attack in the United States. They all started when Clinton and Obama got into office.

„In diesen acht Jahren, bevor Obama daherkam, hatten wir in den Vereinigten Staaten keinen einzigen erfolgreichen radikal-islamischen Terroranschlag. Die begannen alle, als Clinton und Obama ins Amt kamen.“

Alard von Kittlitz kommentierte in der Zeit: „Jeder kann dessen Lüge mühelos durchschauen. Selbst die Leute, die ihm applaudieren, wissen im Zweifelsfalle, dass das gerade eine Lüge war. Aber es ist ihnen gleichgültig.“ Die Fakten seien offenbar für Giuliani und dessen Publikum ohne Relevanz. Für sein Publikum sei es aber „gefühlt wahr, dass seit Obama alles schlimmer geworden ist, auch der Terror.“ Giulianis Aussage sei ein Beispiel für einen postfaktischen Politikstil.
Giuliani warf Hillary Clinton im Wahlkampf vor, nach den Anschlägen am 11. September 2001 nicht in New York gewesen zu sein. Er sei da gewesen und habe sie dort nicht gesehen. Später gab er zu, dies sei ein Fehler gewesen, und entschuldigte sich. Clinton hatte sich am Tag der Anschläge in Washington, D.C. aufgehalten und war tags darauf nach New York geflogen. Die Medien zeigten ein Foto, auf dem Giuliani und Clinton am 12. September gemeinsam den Ort des Anschlags besucht hatten.
Donald Trump, zu dem Zeitpunkt President-elect, ernannte Giuliani acht Tage vor seinem Amtsantritt im Januar 2017 zu seinem Cyber-Sicherheitsberater.
Während der Präsidentschaft Trumps wurde er 2018 für ihn als Rechtsberater und bis Februar 2021 als persönlicher Anwalt tätig.

### Präsidentschaftswahl 2020 und juristische Verstrickungen
Im Wahlkampf vor der Präsidentschaftswahl am 3. November 2020 verbreitete Giuliani maßgeblich die Behauptung, Biden hätte seine Position als US-Vizepräsident missbraucht, um Ermittlungen gegen seinen Sohn Hunter zu unterbinden.
Mitglieder von Bidens Wahlkampfteam schrieben daraufhin einen Brief an alle führenden Medien in den USA mit der Forderung, ihn trotz seiner Rolle als enger Trump-Vertrauter nicht mehr zu interviewen und nicht mehr im Fernsehen zu Wort kommen zu lassen.
Giuliani behauptete nach der US-Präsidentschaftswahl am 3. November 2020 ohne stichhaltige Beweise, die Wahl sei gefälscht (Big Lie) und die Demokraten hätten dies mithilfe von Kommunisten aus Venezuela getan. 
Trump beauftragte Giuliani, die Klagen zur Stimmauszählung und Neuauszählung juristisch zu vertreten. Alle angestrengten Prozesse waren erfolglos, weil behauptete Wahlmanipulationen nicht nachweisbar waren.
Vom 6. bis zum 10. Dezember 2020 wurde Giuliani im Georgetown University Medical Center behandelt, nachdem er positiv auf COVID-19 getestet worden war. Er erhielt eine experimentelle Antikörpertherapie und wurde mit Remdesivir behandelt. Er äußerte, es habe geholfen, berühmt zu sein und die gleiche Behandlung wie Trump bekommen zu haben. In der Woche vor Bekanntwerden der Infektion war Giuliani mehrfach öffentlich aufgetreten und auf Reisen gewesen.
Am 6. Januar 2021 rief er die vor dem Weißen Haus versammelten Anhänger von Präsident Trump zum „trial by combat“ (deutsch Gerichtskampf) wegen der US-Präsidentschaftswahl 2020 auf.
Der Wahlmaschinenhersteller Dominion Voting Systems verklagte Giuliani im Januar 2021 auf 1,3 Milliarden US-Dollar Schadenersatz.
Im Januar 2021 schloss YouTube Giuliani von Werbeeeinahmen wegen wiederholtem Verbreiten von u. a. gerichtlich zurückgewiesenen Manipulationsvorwürfen bei der US-Präsidentschaftswahl 2020 aus. 
Im Juni 2021 wurde ihm aus denselben Gründen die Zulassung als Rechtsanwalt im US-Bundesstaat New York entzogen. Den drastischen Schritt begründete das Gericht mit der unmittelbaren Bedrohung des öffentlichen Interesses (“[Giuliani’s] conduct immediately threatens the public interest and warrants interim suspension from the practice of law.”) durch seine Behauptung von Wahlfälschungen u. a. in den Bundesstaaten Arizona, Georgia und Pennsylvania. 
Wenig später wurde ihm die Anwaltslizenz auch in Washington, D.C. entzogen.
Der Untersuchungsausschuss des Repräsentantenhauses zur Stürmung des Kapitols verhängte am 18. Januar 2022 eine Subpoena gegen Giuliani und drei Mitarbeiter Trumps wegen falscher Behauptungen über den Wahlausgang und Beteiligung an Versuchen Trumps, die Auszählung der Stimmen zu stoppen.
Im August 2023 stimmte eine Grand Jury in Fulton County in Georgia für eine Anklage gegen eine 19 Personen umfassende Gruppe, zu der auch Giuliani gehört. Der Gruppe wird in der Anklageschrift eine Verschwörung zur Beeinflussung des Ergebnisses der US-Präsidentschaftswahl 2020 im Bundesstaat Georgia vorgeworfen, „um rechtswidrig den Ausgang einer Wahl zugunsten von Trump zu verändern“. Insgesamt nennt die Anklageschrift 41 Anklagepunkte. Am 24. August 2023 wurde Guiliani deswegen im Gefängnis von Fulton County erkennungsdienstlich behandelt.
Im Dezember 2023 verurteilte ihn ein Gericht in einem anderen Verfahren zur Zahlung von 148 Millionen US-Dollar Schadenersatz an zwei Wahlhelferinnen, gegen die er falsche Wahlbetrugsvorwürfe erhoben hatte. 
Wenige Tage später meldete er Privatinsolvenz an. 
Weil er den Schadenersatz nicht zahlen konnte, wurde er im Oktober 2024 dazu verurteilt, an die Klägerinnen ein Apartment in Manhattan, eine wertvolle Uhrensammlung und einen historischen Mercedes zu übergeben. Da er die Übergabe diverser Wertsachen nach Ansicht des Gerichts herauszögerte, wurde er am 6. Januar 2025 der Missachtung des Gerichts schuldig gesprochen.

## Kontroversen

### Verstrickungen mit der Ukraine
Auf seiner Ukraine-Reise im Dezember 2019 warnten US-Geheimdienste das Weiße Haus, dass Giuliani mit russischen Geheimdienstkreisen in Kontakt gekommen war.
Das US-Finanzministerium identifizierte den Ukrainer Andrij Derkatsch, den Giuliani getroffen hatte, als russischen Agenten.
Im April 2021 durchsuchten Beamte der Bundespolizei FBI in den frühen Morgenstunden Giulianis Wohnung und Kanzlei in Manhattan und beschlagnahmten elektronische Geräte. Eine derartige Maßnahme wird in den Vereinigten Staaten im Falle von Rechtsanwälten nur sehr selten angewandt. Bei der Durchsuchung nach Beweismitteln ging es um seine Verwicklung in die Ukraine-Affäre, die zum ersten Impeachment gegen Trump geführt hatte.
Im Augenmerk der Ermittlungsbehörden liegt dabei insbesondere die Kommunikation von Giuliani mit ukrainischen Offiziellen und der Trump-Administration über Marie Yovanovitch, die damalige amerikanische Botschafterin in Kiew. Hier sollte geklärt werden, ob er sich für die im April 2019 erfolgte Entlassung von Yovanovitch nur im Auftrag des Präsidenten starkgemacht habe, oder ein derartiges Mandat auch aus der Ukraine erhalten habe. Letzteres wäre ein Verstoß gegen amerikanisches Bundesrecht, da Lobbyarbeit für eine ausländische Regierung in den Vereinigten Staaten beim Justizministerium registriert werden muss. Ein Auftrag in diesem Sinne könnte laut Bericht der New York Times selbst dann vorliegen, wenn Giuliani von der Ukraine nicht bezahlt worden sei, sondern im Gegenzug nur belastende Informationen über Bidens Sohn erhalten habe.

### Äußerungen gegen George Soros
Im Dezember 2019 attackierte Giuliani den jüdischen Milliardär und Philanthropen George Soros in einem Interview mit dem New York Magazine scharf. Soros sei „kaum ein Jude“ und außerdem ein „schrecklicher Mensch“. Giuliani, der dem christlichen Glauben angehört, selbst sei „mehr ein Jude als Soros“. Giuliani warf Soros vor, „ein Feind Israels“ zu sein und die ehemalige US-amerikanische Botschafterin in der Ukraine Marie L. Yovanovitch „kontrolliert“ zu haben. Soros habe „alle vier Botschafter dorthin geschickt“ und würde „FBI-Agenten beschäftigen“. Giulianis Auslassungen wurden weithin als antisemitisch eingestuft: Jonathan Greenblatt, Vorsitzender der Anti-Defamation League, bezeichnete Giulianis Aussagen als „verwirrend und beleidigend“. „Soros’ Philanthropie wird seit Jahrzehnten als Futter für massive antisemitische Verschwörungstheorien benutzt; dabei wird immer wieder behauptet, es existiere eine jüdische Kontrolle über und Manipulation von Ländern und globalen Ereignissen.“ Giuliani solle sich entschuldigen, wenn er keine Antisemiten und White Supremacists ansprechen wolle.

### Auftreten in der Borat-Fortsetzung 2020
Giuliani ist im Film Borat Anschluss Moviefilm zu sehen, der im Oktober 2020 in Deutschland veröffentlicht wurde. In der Szene kurz vor Ende des Films ist zu erkennen, wie er in einem Schlafzimmer in einem New Yorker Hotel auf dem Bett sitzt. Die vermeintlich minderjährige Reporterin, die ihn kurz zuvor interviewt hatte, half ihm, sein Mikrofon zu entfernen, und zog dabei sein Hemd aus der Hose. Er fragte die junge Frau nach ihrer Telefonnummer und Adresse. Im nächsten Moment sieht man Giuliani, wie er seine Hand in seine Hose schiebt. Daraufhin unterbricht Borat, gespielt von Sacha Baron Cohen, die Szene mit den Worten „Sie ist 15. Sie ist zu alt für Sie.“ Die beiden Schauspieler stürmen anschließend aus dem Hotel.

### Teilnahme beiThe Masked Singer
Bereits zwei Monate vor Ausstrahlung der siebten Staffel der US-amerikanischen Version von The Masked Singer im Jahr 2022 wurde Giulianis Teilnahme in einem Artikel der Branchenwebsite Deadline öffentlich gemacht, wobei der ausstrahlende Sender FOX den Bericht nicht kommentieren wollte. Giulianis Verpflichtung wurde in amerikanischen Medien vielfach kritisiert, so beschrieb Ani Bundel von NBC News diese als „Reinwaschung eines widerwärtigen Politikers“ und „neuen Tiefpunkt im Fernsehen“. Daniel Feinberg warf FOX im The Hollywood Reporter vor, Giuliani, der im Gegensatz zu anderen ehemaligen Kandidaten nicht nur einen großen politischen Einfluss habe, sondern darüber hinaus im Mittelpunkt „aktueller Schande“ stehe, zur Sympathiefigur zu machen, um die Quoten der Sendung zu steigern. Trotz weiterer Kritik an dem Casting, vor allem in sozialen Medien, wurde Giulianis Auftritt nicht herausgeschnitten. Stattdessen erfolgte in der siebten Folge der Staffel seine Demaskierung als Jack in the Box. Infolgedessen verließ der Juror Ken Jeong am Ende der Episode vor Giulianis Abschiedsauftritt aus Protest das Studio.

### Sexuelle Übergriffe und Fehlverhalten
Am 15. Mai 2023 reichte Noelle Dunphy, eine ehemalige Angestellte von Giuliani, eine Zivilklage gegen ihn ein. Noelle Dunphy beschuldigte Giuliani der sexuellen Nötigung, der Körperverletzung, der geschlechtsspezifischen Diskriminierung und Belästigung, der Förderung eines feindseligen Arbeitsumfelds, der Vergeltung, des Vertragsbruchs und des Verstoßes gegen die staatlichen Arbeitsgesetze. In der gleichen Anklageschrift wurde Giuliani des Weiteren vorgeworfen, in Zusammenarbeit mit Donald Trump, während dessen Präsidentschaft, Begnadigungen zum Preis von zwei Millionen US-Dollar verkauft zu haben. In der 70 Seiten umfassenden Klageschrift sind auch rassistische und antisemitische Äußerungen Giulianis aufgeführt.
Im August wurden beglaubigte Transkripte von Tonaufnahmen von Gesprächen zwischen Giuliani und Dunphy aus dem Jahr 2019 veröffentlicht. Die Transkripte wurden als Antwort auf Giulianis Antrag, einen Teil von Dunphys Klage zu streichen, eingereicht.
In den Transkripten waren auch sexistische, homophobe und antisemitische Äußerungen Giulianis dokumentiert. So sagte Giuliani beispielsweise:

„[…] die Art und Weise, wie die natürliche Auslese funktioniert. Jüdische Männer haben kleine Schwänze, weil sie sie nach der Heirat nicht mehr benutzen können. Die italienischen Männer hingegen benutzen sie ihr ganzes Leben lang, so dass sie größer werden.“

Cassidy Hutchinson hat ein Buch mit dem Titel Enough über ihre Erfahrungen bei der Arbeit im Weißen Haus verfasst. Die Veröffentlichung der Memoiren fand am 26. September 2023 statt. In dem Buch behauptet sie, Rudy Giuliani habe sie während der Rede von Donald Trump am 6. Januar hinter der Bühne begrapscht.
Im Oktober 2023 veröffentlichte die New York Times einen längeren Bericht, wonach es ein offenes Geheimnis sei, dass Giuliani nach dem Scheitern seiner Präsidentschaftskampagne im Jahr 2008 ein schweres Alkoholproblem entwickelt habe, das seither mutmaßlich für sein erratisches Verhalten und öffentliche Fehltritte mitverantwortlich sei.

## In der Popkultur
Das New Yorker Satiremagazin Spy thematisierte Giulianis Frisur in seiner Reihe The Illustrated History of Hair (Die illustrierte Geschichte der Haare) ab 1988. In einem Artikel wird die Entwicklung des Comb-Overs, also der überkämmten Glatze, des damaligen New Yorker Bürgermeister-Kandidaten anhand mehrerer Bilder verfolgt: „the unruly comb-over“ („der unbändige Comb-Over“, 1983), „the glued-down comb-over“ („der abgeklebte Comb-Over“, 1985) und „the oddly dimensional comb-over“ („der seltsam dimensionierte Comb-Over“, 1987). In der August-Ausgabe 1989 wurde der Manhattaner Friseur Tom Oliva interviewt, der sowohl Giuliani als auch den Amtsinhaber Ed Koch frisierte. Oliva bezeichnete Giulianis Frisur als „traditional, early comb-over“ („traditioneller Comb-Over im Frühstadium“). 2002 kommentierte die Washington Post die Änderung von Giulianis Frisur mit dem Satz „The world’s most famous comb-over has vanished.“ („Der bekannteste Comb-Over der Welt ist verschwunden.“). Im Fernsehfilm Rudy: The Rudy Giuliani Story (2003) von Robert Dornhelm spielt James Woods Giuliani. In einem Interview mit Entertainment Weekly gab er an, er habe den Comb-Over mit seiner Rolle unsterblich gemacht.
Im Film Empire State – Die Straßen von New York wird kurz nach dem Überfall eine Figur als ermittelnder Staatsanwalt Giuliani vorgestellt. (ca. 64. bis 65. Minute des Spielfilms).
Im Film Die Wutprobe mit Adam Sandler und Jack Nicholson spielte Giuliani 2003 sich selbst als Fan der Baseball-Mannschaft New York Yankees. Zudem spielte er in dem Film Schlaflos in New York auch sich selbst in einer kleinen Nebenrolle. In einer Folge der Serie Seinfeld spielte er sich selbst.
Zahlreiche Medien kommentierten einen Auftritt Giulianis am 19. November 2020, kurz nach den Präsidentschaftswahlen 2020, bei dem Giuliani eine dunkle Flüssigkeit über das Gesicht rann, und spekulierten darüber, ob es sich um Haarfärbemittel handelte.
Giuliani tauchte 2018 in der Netflix-Serie Painkiller als Anwalt des US-Pharmakonzerns Purdue auf.

## Auszeichnungen (Auswahl)
- 2001: Person of the Year 2001[98]
- 2001: Bambi[99]
- 2002: Deutscher Medienpreis 2001[100]
- 2002: Knight Commander (KBE) des Order of the British Empire[101]
- 2003: Ehrendoktorat der University of Rhode Island; 2022 aberkannt[102]
- 2021: Goldene Himbeere als Schlechtester Nebendarsteller für Borat Anschluss Moviefilm
- 2021: Goldene Himbeere als Schlechtestes Leinwandpaar für Borat Anschluss Moviefilm[103]

## Schriften (Auswahl)
- Verantwortung in schwierigen Zeiten. Meine Prinzipien erfolgreicher Führung („Leadership“). Goldmann, München 2004, ISBN 3-442-15261-5.[104]